# ووکاشینوواتس
ووکاشینوواتس (به صربی: Vukašinovac) یک منطقهٔ مسکونی در صربستان است که در الکسیناتس واقع شده‌است. ووکاشینوواتس ۵۱۲ نفر جمعیت دارد.